# 唐嘎乡
唐嘎乡（藏語：ཐང་དགར་），是中华人民共和国西藏自治区拉萨市达孜区下辖的一个乡镇级行政单位。

## 行政区划
唐嘎乡下辖以下地区：
唐嘎村、洛普村和穷达村。